# Tático Integrado de Grupos de Repressão Especial
O Tático Integrado de Grupos de Repressão Especial (T.I.G.R.E) é uma unidade especial da Polícia Civil do Estado do Paraná, que atua principalmente em operações táticas especiais de alto risco, como sequestros, violação de domicílio, cárcere privado, rapto e roubo com restrição de liberdade da vítima (sequestro relâmpago), extorsão mediante sequestro e em situações especiais. Considerado o mais eficiente do país, é treinado segundo a mística da SWAT americana.
O grupo mantem uma estrutura composta por três equipes distintas, responsável por negociação, apoio técnico e resgate.

## História

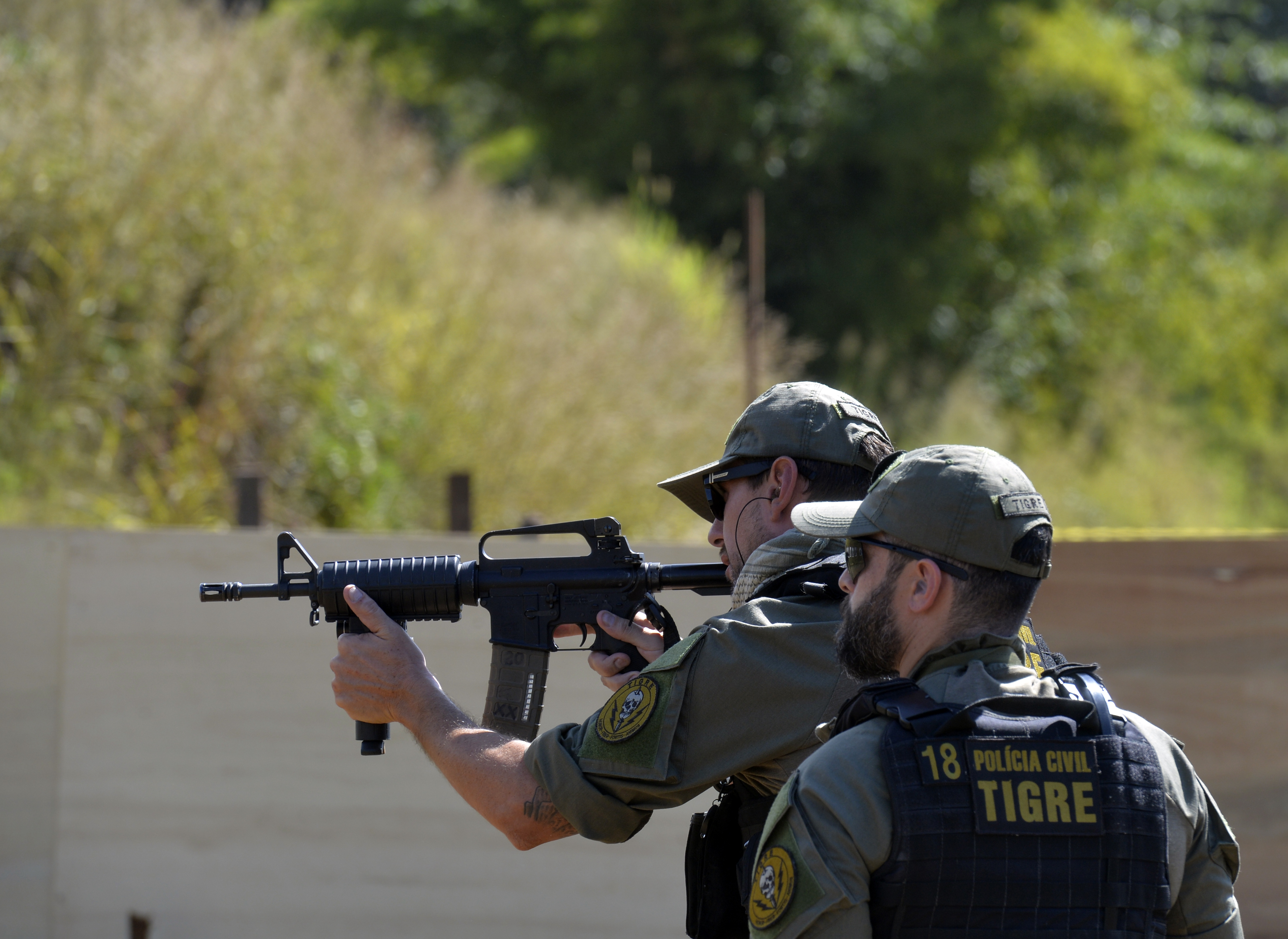
Exercício de enfrentamento ao terrorismo

O TIGRE foi criado em 30 de outubro de 1990, com a intenção de reprimir o crime de sequestro, muito comum no Brasil nas décadas de 1980 e 1990. Em seus cinco primeiros anos de existência, reduziu de 20 para a 5 sequestros anuais no estado do Paraná.
Foi uma das primeiras unidades da polícia brasileira a receber autorização do Exército para atuar com armamentos especiais.
As primeiras táticas utilizadas eram as mesmas praticadas por unidades especiais do Exército, ou seja, táticas militares, e do Grupo Especial de Operaciones (GEO) da polícia espanhola. As táticas do GEO foram adquiridas por delegados do Paraná que participaram de um curso administrado pelo grupo em 1987, na cidade do Rio de janeiro, quando a unidade espanhola era considerada um dos maiores grupos antiterror e antissequestro da época. Durante três anos, estes delegados organizaram a estrutura interna e selecionaram integrantes da polícia civil para que em 1990, o TIGRE fosse criado. Com o passar do tempo, a unidade especializou-se em táticas empregadas por unidades como da SWAT ou FBI.